# Монжоло

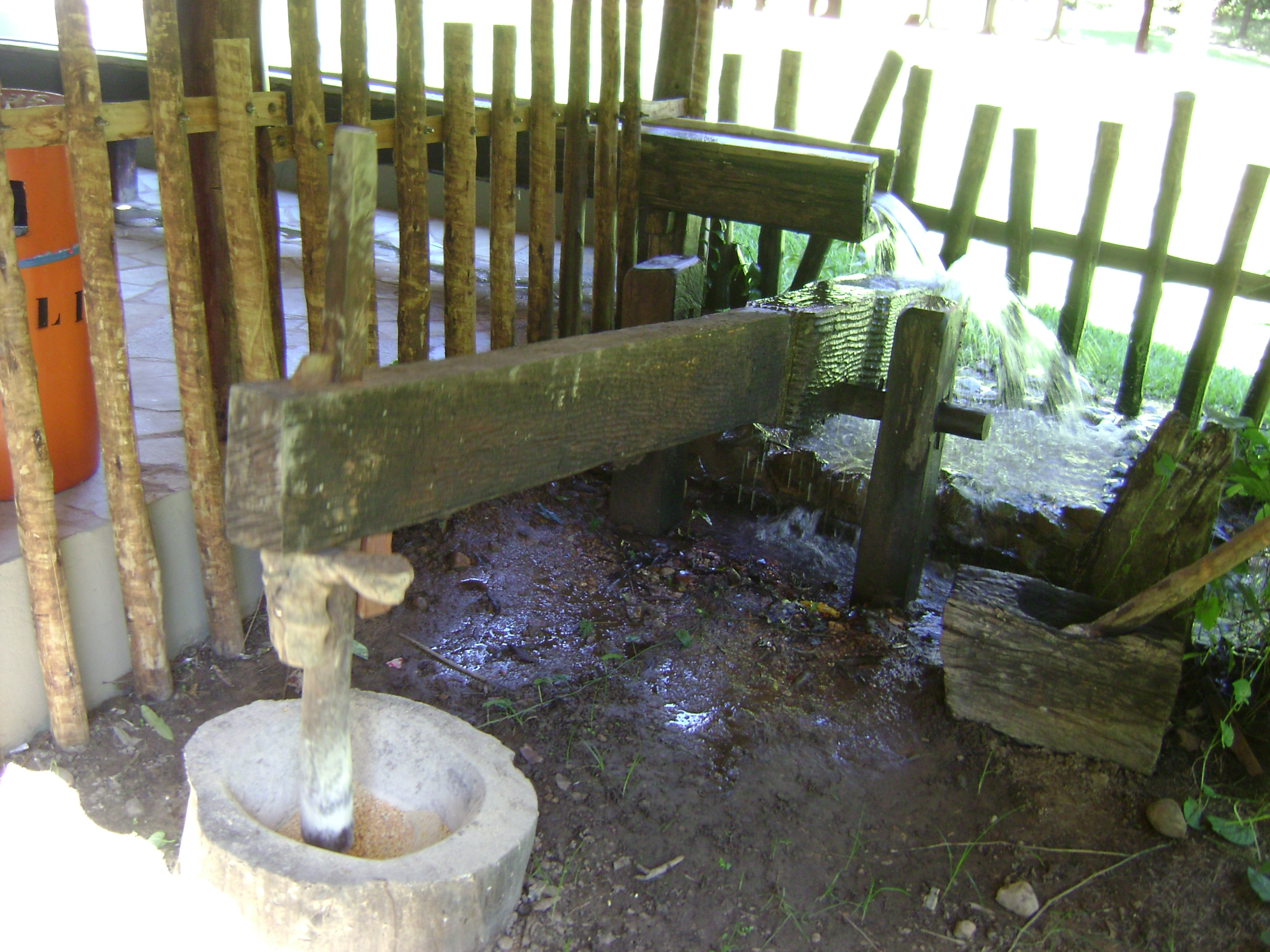
Монжоло в Кальдас-Новас, Гояс

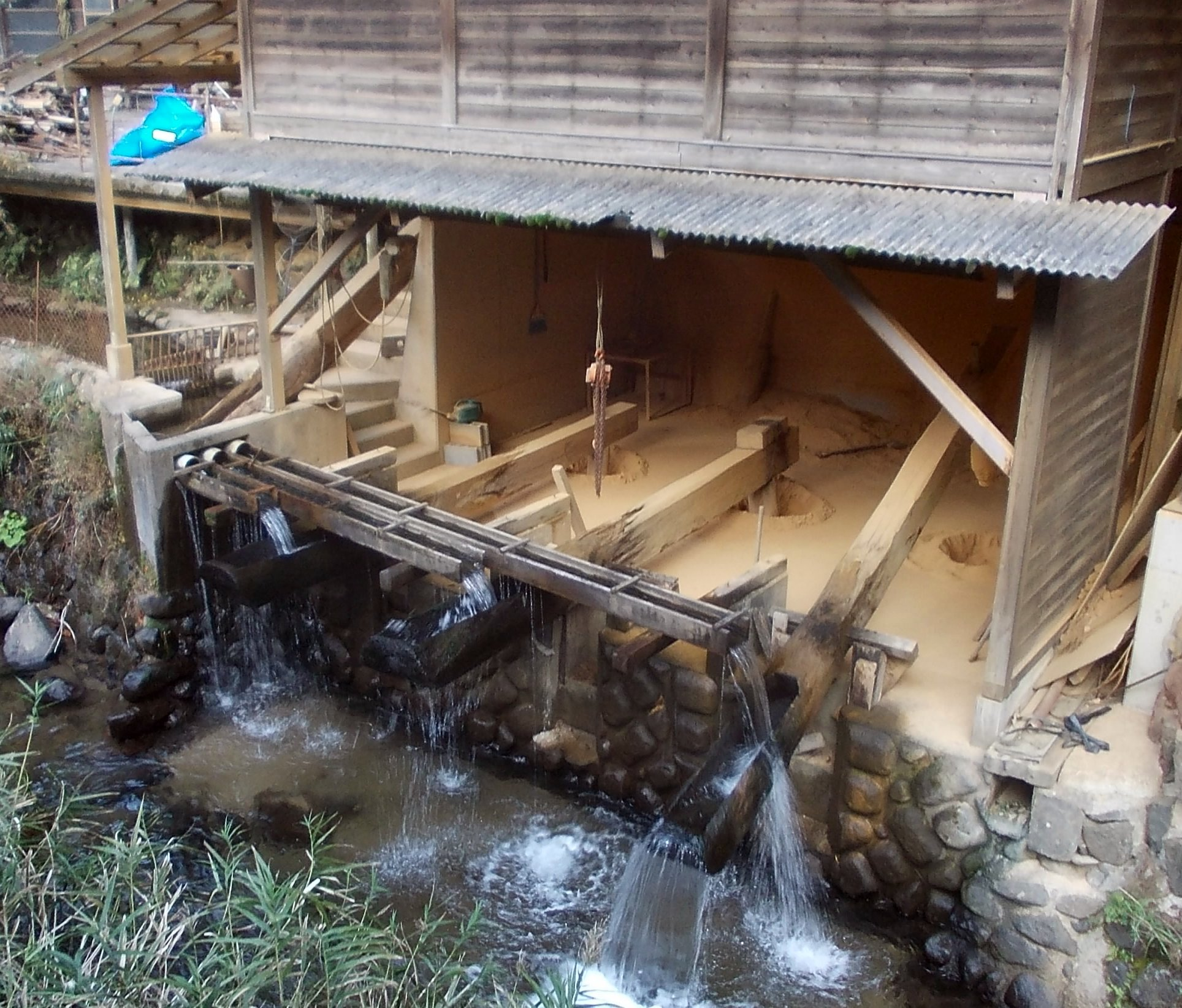
Товкачі на хитних важелях, використовувані для обробки гончарної маси в селі Онта, префектура Оїта, Японія

Монжо́ло (порт. monjolo) — примітивний гідравлічний механізм, призначений для обробки і розмелювання зерна в ступі. Зокрема, застосовується для лущення і розмелу сушених бобів, з метою приготування грубого борошна. Традиційно використовується в Бразилії, де впроваджений португальцями в колоніальний період.
Складається з дерев'яної хитної балки, закріпленої на сохах. На важчому кінці закріплений товкач, на легшому — корито, куди падає вода з лотоків. Коли вода наповнює корито, легше плече важеля тягне донизу і підіймає товкач, після чого корито нахиляється і спорожнюється, викликаючи падіння важчого плеча з товкачем у ступу.
Є одним з видів водяного двигуна поряд з водяним колесом, але на відміну нього від працює не безперервно, а короткими циклами («підйом-опускання»).
Поширене серед сільського населення в районах, розташованих поблизу річок. Вважається одним з найкорисніших пристроїв в умовах багатокультурних посаджень.
Пристрої, що працюють за тим же принципом, колись використовувалися в Європі (нім. Gnepfe, Wasseranke), відомі вони і на Далекому Сході.